# Euchorthippus angustulus
Euchorthippus angustulus är en insektsart som beskrevs av Willy Adolf Theodor Ramme 1931. Euchorthippus angustulus ingår i släktet Euchorthippus och familjen gräshoppor. Inga underarter finns listade i Catalogue of Life.